# Léopoldine-Éléonore de Palatinat-Neubourg
Léopoldine Éléonore de Palatinat-Neubourg (Leopoldine Eleonora Josepha; 27 mai 1679 – 8 mars 1693), est par la naissance comtesse Palatine de Neubourg et membre de la Maison de Wittelsbach.
Née à Neubourg-sur-le-Danube, elle est la plus jeune de dix-sept enfants de Philippe-Guillaume de Neubourg et de son épouse Élisabeth-Amélie de Hesse-Darmstadt.

## Biographie
La sœur aînée de Leopoldine, Éléonore de Neubourg, devient impératrice en 1676, la troisième épouse de Léopold Ier; ce qui contribue à assurer la carrières et les mariages de ses nombreux frères et sœurs. Après la mort de son père en 1690, Léopoldine est sous la tutelle légale de son frère aîné, l'électeur Jean-Guillaume, qui supervise aussi son éducation. En plus des langues, de la religion, et des arts d'agréments, la jeune princesse apprend la musique avec le maître de chapelle Sebastiano Moratelli.
Dans l'été de 1691, Léopoldine tombe malade après un voyage difficile de Neubourg à Düsseldorf. C'est là que, grâce aux soins et à l'affection de sa belle-sœur, Anne-Marie-Louise de Médicis, son état s'améliore.
En mars 1693, elle est officiellement fiancée à Maximilien-Emmanuel de Bavière, dont la première épouse, Marie-Antoinette d'Autriche (1669-1692), est morte en décembre 1692. Cependant, peu de temps après, Léopoldine meurt à Düsseldorf, âgée de 13 ans, après sept jours de fièvre.
Elle est enterrée dans l'Église de Saint-André à Düsseldorf; cependant, son cœur est placé dans la crypte de Neubourg, et avec le cœur de son frère Philippe-Guillaume-Auguste de Palatinat-Neubourg (qui meurt un mois plus tard, le 5 avril), où, plus tard, elle est placée dans le cercueil de leur mère quand elle meurt en 1709.
Aujourd'hui, le cercueil de Léopoldine est dans le Mausoleun de Saint-André. En 2007, le cercueil a été ouvert pour décontamination ; les restes momifiés de la princesse ont été enterrés dans des bas de soie, un fait qui suggère qu'elle est morte de la tuberculose.